# Svetlana Bodiul
Svetlana Bodiul (n. 14 mai 1947, Chișinău) este un muzician din URSS, Republica Moldova, Rusia, interpretă la pian și orgă.

## Biografie[3]
Este fiica liderului comunist din R.S.S.M. Ivan Bodiul. A studiat la școala medie de muzică „Eugen Coca” din Chișinău (1955-1965) și la Conservatorul „P. I. Ceaikovski” din Moscova (1965-1970) cu Tatiana Nicolaeva (pian). Membru PCUS. S-a perfecționat la Conservatorul Național din Paris cu Andre Iznal și Marie-Claire Geneviève Alain (orgă) și la Conservatorul din Moscova (1971-1973), unde a fost concomitent secretarul organizației de partid, cu Leonid Roizman (orgă). Din anul 1975 este cadru didactic la Conservatorul din Moscova. Este laureată a concursului internațional de pian „Johann Sebastian Bach” (Leipzig, 1967). Artistă emerită din RSSM (1981).

## Înregistrări
A înregistrat la radio Chișinău:
- Bach, J.S.
- Lazarev, E.

## Discografie
- Bach, J.S. , Partita pe tema coralului"Sei gegrusset, Jesu gretig" (s. 10-13471-21), Griny, de N. Recit du Chart de Lțhzmne precedent sur le grands Jeuh, recit de Cremorne, dialogue sur les Grands Jouh;
- Lazarev, E. Cantus (BWV-768)

## Filmografie
- Cântă Svetlana Bodiul, "Telefilm-Chișinău" (1980), FCN-27